# Матч СРСР — США з легкоатлетичних багатоборств 1983
Матч СРСР — США з легкоатлетичних багатоборств 1983 був проведений 3-4 вересня в Києві на Республіканському стадіоні.
У межах матчевої зустрічі змагались лише чоловіки у десятиборстві.
Результатати радянських багатоборців на матчі йшли до заліку фіналу Кубку СРСР з багатоборств, який проводився одночасно із матчевою зустріччю.
Ці змагання стали останньою в історії матчевою зустріччю радянських та американських багатоборців.
Основна матчева зустріч між збірними СРСР та США 1983 року не проводилась.

### Результати
| Місце | Атлет            | Результат |
| ----- | ---------------- | --------- |
| 1     | Євген Овсянников | 8053      |
| 2     | Сергій Желанов   | 7935      |
| 3     | Михайло Романюк  | 7931      |
| 4     | Сергій Попов     | 7904      |
| 5     | Віктор Ващенко   | 7866      |
| 6     | Олексій Лях      | 7723      |
| 7     | Джон Сейр        | 7569      |
| 8     | Вадим Подмарьов  | 7509      |
| 9     | Ігор Колованов   | 7505      |
| 10    | Джим Вудінг      | 7366      |
| 11    | Лейн Маестретті  | 7325      |
| 12    | Джим Гауелл      | 7307      |
| 13    | Даг Чепман       | 7238      |
| 14    | Джефф Мон Па     | 7236      |
| —     | Грег Віатч       | DNF       |
| —     | Стів Джейкобс    | DNF       |

## Командний залік
За регламентом змагань, для визначення першості складались 6 найкращих результатів десятиборців.
| СРСР   | США    |
| ------ | ------ |
| 47 412 | 44 042 |

## Відео
- Репортаж про перші чотири види першого дня матчу на YouTube (рос.)